# Bite Back
Bite Back est un site Web enregistré en Malaisie et un magazine qui promeut les actions des mouvements de libération des animaux, en particulier ceux du Front de libération des animaux (ALF).
Selon le journal The Sunday Times, le nom est inspiré d'une campagne d'incendie criminel visant l'industrie américaine de la fourrure durant les années 1990.
Son fondateur, Nicolas Atwood (en), a déclaré que la mission de Bite Back était de "soutenir les prisonniers d'opinion des droits des animaux et de faire rapport sur les événements actuels de la lutte".
Le site Web reçoit et publie également des communiqués anonymes provenant notamment de la milice des droits des animaux (ARM) et de la brigade de libération des animaux.

## Origine
Bite Back a été créé en 2001 par Atwood, un militant pour les droits des animaux à West Palm Beach, en Floride. En mars 2005, Atwood a créé une société basée en Floride, Bite Back Inc, afin de gérer les ventes de goodies et des magazines depuis le site internet.

## Fonctionnement et faits marquants

Les initiales du Front de libération animale avec un A incorporé à un cercle, symbole de l'anarchisme.

Bite Back agit comme un forum pour les militants de l'ALF, où ces derniers peuvent laisser des revendications de leurs actions ayant pour objectif final la libération des animaux.
En 2005, Bite Back a publié un bilan des rapports qu'il a reçu, répertoriant ainsi les actions menées par les activistes à l'échelle mondiale. Il écrit qu'en 2004, 17 262 animaux ont été libérés et 554 actes de sabotage, vandalisme ou incendie criminel ont été commis.
En 2006, il a été utilisé pour encourager les attaques contre l'Université d'Oxford, en publiant des informations personnelles sur les universitaires et appelant les partisans à "faire tout ce qu'il faut" pour "faire exploser ces putains de monstres de la planète".
En 2007, lorsque des engins incendiaires ont été découverts au Templeton College, Bite Back a annoncé que cette action était revendiquée au nom du Front de libération des animaux : "Cette dernière action fait partie d'une lutte en cours contre l'Université d'Oxford et son règne de terreur sur les victimes invisibles à l'intérieur de ses laboratoires."
Le FBI, étant au courant de la nature de ce site, a néanmoins déclaré que des mesures contre lui violeraient le premier amendement protégeant la liberté d'expression.

## Voir également
- Front de libération des animaux
- milice des droits des animaux